# Алішер Навої (станція метро)
41°19′16″ пн. ш. 69°15′16″ сх. д. / 41.32111° пн. ш. 69.25444° сх. д.
«Алішер Навої» (узб. Alisher Navoiy) — станція Узбекистонської лінії Ташкентського метрополітену. Розташована між станціями «Гафур Гулом» і «Узбекистон». Названа за проспектом Навої, під яким вона розташована. У свою чергу проспект найменовано на честь поета Алішера Навої.

## Історія
Відкрита 8 грудня 1984 у складі дільниці «Алішер Навої» — «Тошкент» (перша черга будівництва лінії).

## Конструкція
Колонна трипрогінна станція мілкого закладення з однією прямою острівною платформою Має підземний та наземний вестибюлі.

## Колійний розвиток
З боку станції «Гафур Гулом» розташовані оборотні тупики.

## Пересадки
- Автобуси: 35, 36, 53, 64, 65, 100, 126
- Метростанція:  1  Пахтакор Чилонзорської лінії.

## Оздоблення
Інтер'єр станції прикрашений орнаментом гіріх та іслімій роботи художників Р. Мухамаджонова і А. Рахімова. Карнизи прикрашені традиційним національним орнаментом, роботи майстра І.Шермухамедов. У стінах залу встановлено панно із сюжетів «Хамси» Навої і барельєф Навої, художників Ч. Ахмарова та І. Каюмова, майстрів по гіпсу А. Аминова і У. Маматбоева, скульптора А. Шаймурадов. Стелі на станції куполоподібні і прикрашені візерунками, а також яскраво підсвічені.